# Michael Bühler
Michael Bühler (* 5. Oktober 1853 in Tenna; † 6. Februar 1925 in Bern) war ein Jurist, Journalist und Politiker (FDP) der Schweizer Kantone Graubünden und Bern.

## Leben
Michael Bühler absolvierte 1872–1875 das kantonale Lehrerseminar in Chur, arbeitete als Lehrer im italienischsprachigen Puschlav, danach im französischsprachigen Yverdon und studierte 1875–1879 Rechtswissenschaften in Leipzig, Berlin und Bern, wo er 1882 mit der Dissertation Das Erb- und eheliche Güterrecht in Graubünden promoviert wurde. Er war danach Rechtsanwalt in Chur. Er erhielt von der Tageszeitung Der Bund die Einladung, über den Stabio-Prozess nach der Schiesserei von Stabio im südlichen Tessin zu berichten, und erledigte den Auftrag so, dass er schliesslich auf den 1. Juni 1882 an die Redaktion der Zeitung berufen wurde. Später wurde er Chefredaktor und zuletzt Mitinhaber des Verlages.

## Interessengemeinschaften
- Präsident des Vereins der Schweizer Presse
- Privatdozent für Zeitungswesen an der Universität Bern

## Politik
- 1882: Grossrat des Kantons Graubünden
- 1909–1910: Stadtrat (Legislative) in Bern
- 1910–1914: Grossrat des Kantons Bern
- 1911–1917: Nationalrat

Er verfasste das Parteiprogramm der städtischen Berner FDP. Zu seinen weiteren Interessen gehörte die Volkswahl des Regierungsrates und die Erweiterung des Initiativrechtes. 

## Privates
Er verheiratete sich spät, in seinen Fünfzigern, mit Maria geborene Flückiger, Tochter des Apothekers und Chemikers Friedrich August Flückiger. 